# EROEI
EROEI (англ. energy returned on energy invested), или EROI (energy return on investment — соотношение полученной энергии к затраченной, энергетическая рентабельность) в физике, экономической и экологической энергетике — отношение количества пригодной к использованию (полезной) энергии, полученной из определённого источника энергии (ресурса), к количеству энергии, затраченной на получение этого энергетического ресурса. Если для некоторого ресурса показатель EROEI меньше или равен единице, то такой ресурс превращается в «поглотитель» энергии и больше не может быть использован как первичный источник энергии.

## Вклад энергии от естественных источников
Естественные, или природные, источники энергии обычно не учитываются при расчёте вложенной (инвестированной) энергии. Учитываются лишь человеческие затраты энергии.
Например, для биотоплив не учитывается инсоляция, обеспечивающая фотосинтез, а энергия звёздного синтеза делящихся нуклидов не учитывается при расчёте EROEI для ядерной энергии. Под полученной энергией понимается только полезная энергия, а не потери, такие как тепло.
Поскольку большая часть энергии, требуемой для производства нефти из битуминозных песков, получают сжиганием дешёвых фракций, отделённых в процессе обогащения, то существуют два способа расчёта EROEI для нефти: с учётом только внешнего вклада энергии (более высокое значение коэффициента) или с учётом всех энергетических вкладов, включая генерируемые из добываемой нефти (более низкое значение).

## Связь с чистым выигрышем в энергии
EROEI и чистый выигрыш в энергии измеряют одну и ту же величину — качество энергетического ресурса, но численно разными методами. Чистый выигрыш в энергии описывает абсолютные значения, а EROEI показывает соотношение, то есть эффективность процесса. Они связаны простой формулой:
Всего энергии получено / Энергии затрачено = EROEI
или
(Чистый выигрыш в энергии / Затраты энергии) + 1 = EROEI
Например, для процесса с EROEI, равным 5, вычитанием 1 единицы энергии получаем чистый выигрыш в энергии, равный 4 единицы. Точке безубыточности соответствуют показатели: EROEI = 1 или чистый выигрыш в энергии = 0.

## Экономическое влияние EROEI
| EROI (для США) | Топливо                                                                                                  |
| -------------- | --- |
| 1,3            | Биодизельное                                                                                             |
| 3,0            | Битуминозные пески                                                                                       |
| 80,0           | Уголь |
| 1,3            | Этанол из кукурузы                                                                                       |
| 5,0            | Этанол из сахарного тростника                                                                            |
| 100,0          | Гидроэнергетика (Hydro)                                                                                  |
| 35,0           | Импорт нефти, 1990 г.                                                                                    |
| 18,0           | Импорт нефти, 2005 г.                                                                                    |
| 12,0           | Импорт нефти, 2007 г.                                                                                    |
| 8,0            | Поиск нефтяных месторождений                                                                             |
| 20,0           | Производство нефти                                                                                       |
| 10.0           | Природный газ, 2005 г.                                                                                   |
| 10,0           | Ядерная энергия (с диффузионным обогащением)                                                             |
| 50,0 - 75,0    | Ядерная энергия (с обогащением в центрифугах, в реакторах на быстрых нейтронах или в ториевых реакторах) |
| 30,0           | Нефть и газ, 1970 г.                                                                                     |
| 14,5           | Нефть и газ, 2005 г.                                                                                     |
| 34.0           | Фотоэлектричество                                                                                        |
| 5,0            | Горючие сланцы (Керогеновая нефть)                                                                       |
| 1,6            | Солнечный коллектор                                                                                      |
| 1,9            | Плоский солнечный коллектор                                                                              |
| 18,0           | Ветер |
| 35,0           | Мировое производство нефти                                                                               |

EROI для разных видов топлив.

Высокое подушевое потребление энергии считается желательным, поскольку ассоциируется с высоким стандартом жизни, обеспечиваемым энерго-затратными машинами. Общество, как правило, в первую очередь эксплуатирует энергетические ресурсы с наивысшим EROEI, поскольку они дают больше всего энергии при наименьших усилиях. После исчерпания невозобновимых высококачественных ресурсов в дальнейшем используются ресурсы со всё меньшим значением EROEI.
Например, когда впервые была открыта нефть, то в среднем одного барреля (бочки) нефти было достаточно, чтобы найти, извлечь и переработать 100 баррелей нефти. За последнее столетие это соотношение постепенно снизилось до трёх полученных баррелей на один затраченный в США и примерно 10:1 в Саудовской Аравии.
В 2006 году EROEI энергии ветра в Северной Америке и Европе составлял примерно 20:1, что способствовало расширению её использования.
Несмотря на то, что важны и многие другие свойства энергетического ресурса (например, нефть энергонасыщенна и транспортируема, а энергия ветра переменчива), в любом случае при понижении коэффициента EROEI основных источников энергии экономики становится труднее добывать энергию, а её ценность относительно других ресурсов и товаров повышается. Таким образом, показатель EROEI важен при сравнении энергетических альтернатив. Поскольку затраты энергии на получение энергии требуют производительных усилий, при снижении EROEI всё большую долю экономики занимает получение одного и того же количества чистой энергии.
Со времён изобретения сельского хозяйства люди всё больше используют экзогенные источники энергии в дополнение к своей мускульной силе, в первую очередь — легкодоступные энергетические ресурсы (то есть с высоким показателем EROEI), что соответствует концепции энергетических рабов. Томас Гомер-Диксон показал, что снижение EROEI в поздней Римской империи было одним из факторов её коллапса в пятом веке н. э. В книге «Верхняя сторона падения» (The Upside of Down) он высказал предположение, что анализ EROEI является базовым для объяснения взлёта и падения цивилизаций и что можно вычислить численность населения из расчёта, что на одного человека нужно 2500—3000 калорий в день. Экологический урон (обезлесение, потеря плодородия почв, в частности — южной Испании, южной Италии, Сицилии и особенно в северной Африке), начиная со 2 в. н. э., по мере падения EROEI, вели Римскую империю к коллапсу. Минимум пришёлся на 1084 год, когда население Рима, которое в своём расцвете при Траяне составляло 1,5 миллиона, упало до 15 тыс. человек. Эта же теория объясняет циклы цивилизации майя и крах цивилизации Камбоджи. Джозеф Тейнтер предположил, что снижение EROEI — основная причина коллапса сложных обществ. Падение EROEI из-за истощения невоспроизводимых ресурсов представляет собой трудный вызов для промышленных экономик.

## EROEI при быстром росте
Существуют опасения по поводу энергетического каннибализма (потребления энергии на производство энергии), при котором рост энергетики может быть ограничен, если требуется нейтральность климата. Это техническое ограничение известно как энергетический каннибализм и описывает эффект, при котором быстрый рост общего производства энергии или энергоэффективности создаёт потребность в энергии, использующей (как каннибал) энергию существующих производственных или энергетических заводов.
Солнечный завод (solar breeder) позволяет решить некоторые из этих проблем. Солнечный завод — это предприятие, производящее фотоэлектрические панели, которое можно сделать энергонезависимым за счёт использования энергии, полученной от применения этих панелей на его крыше. Такой завод не только энерго-независим, но и является крупным поставщиком новой энергии. Исследования в рамках этой концепции произведены Центром фотоэлектрической инженерии Университета Нового Южного Уэльса в Австралии (Centre for Photovoltaic Engineering, University of New South Wales, Australia). Результаты исследования устанавливают определённую математическую зависимость для солнечного завода, показывающую, что  выигрыш в энергии будет достаточнен. Компания BP Solar планировала построить такой завод в городе Фредерик (Мэриленд) в США, но идея не была реализована.